# Что скрывает ложь (фильм, 2011)
«Что скрывает ложь» (англ. Trespass — «Злоумышленники») — фильм Джоэла Шумахера, его последняя полнометражная картина. Премьера состоялась на Международном кинофестивале в Торонто 14 сентября 2011. В США фильм вышел 14 октября 2011 года ограниченным прокатом. В российском прокате вышел 8 декабря 2011. Фильм получил в целом отрицательные отзывы мировых кинокритиков.

## Сюжет
История повествует о супругах, которых взяла в заложники четвёрка жестоких преступников, ищущих лёгкий способ заработать. Ситуация принимает новый оборот, когда раскрываются предательство и обман. 

## В ролях
- Николас Кейдж — Кайл Миллер
- Николь Кидман — Сара Миллер
- Кэм Жиганде — Джона
- Бен Мендельсон — Элаис
- Дэш Майхок — Тай
- Джордана Спиро — Петаль
- Лиана Либерато — Эвери Миллер
- Эмили Мид — Кендра
- Нико Торторелла — Джейк
- Брендан Бэлнап — Дилан
- Тэрри Милам — водитель такси